# Eleonora Sikora
Eleonora Sikora (ur. 5 marca 1963 w Hrubieszowie, zm. 2 stycznia 2021) – polska piłkarka, mistrzyni i reprezentantka Polski, doktor nauk o kulturze fizycznej, pracownik Zamiejscowego Wydziału Kultury Fizycznej w Gorzowie Wielkopolskim Akademii Wychowania Fizycznego im. Eugeniusza Piaseckiego w Poznaniu, dziewica konsekrowana.

## Życiorys
Od 1984 uprawiała piłkę nożną, w barwach TKKF Stilonu Gorzów Wielkopolski, występowała jako bramkarka. Z gorzowskim klubem zdobyła mistrzostwo Polski w 1992 i 1995, srebrny medal w 1993, brązowy medal mistrzostw Polski w 1986, 1990 i 1991, Puchar Polski w 1992. Ponadto halowych mistrzostwach Polski zdobyła złote medale w 1987, 1990, 1991 i 1994, srebrny medal w 1986 i 1988. Podczas halowych mistrzostw Polski w 1986 i 1994 otrzymała nagrodę dla najlepszej bramkarki.
27 czerwca 1987 wystąpiła jedyny raz w reprezentacji Polski seniorek, w spotkaniu przeciwko Czechosłowacji (jako rezerwowa grała od 78. minuty).
W 1987 ukończyła studia w ZWKF Akademii Wychowania Fizycznego w Poznaniu, broniąc pracy magisterskiej Powstanie i rozwój piłki nożnej w Polsce do 1986 roku. W 1996 obroniła pracę doktorską Obustronne rzutowanie neuronów jąder bladego i ciemnego szwu do kory płacików przypośrodkowych móżdżku u królika. Badania przy użyciu znaczników fluorescencyjnych napisaną pod kierunkiem Kazimierza Grottela, pracowała na gorzowskiej uczelni jako asystent (1987–1996), adiunkt (1996–2006) i starszy wykładowca (od 2006).
Była też trenerem, jako pierwsza kobieta w Polsce posiadała licencję UEFA A. Pracowała m.in. jako trener grup młodzieżowych (od 1997) i trener I-ligowej drużyny w TKKF Stilon oraz trener koordynator kadry juniorek młodszych województwa lubuskiego. W 1998 zwyciężyła z zespołem MUKS Stilon Gorzów w III edycji turnieju mini piłki nożnej im. Marka Wielgusa. W 2012 ukończyła Szkołę Trenerów Polskiego Związku Piłki Nożnej. W latach 2001–2016 była działaczką Wydziału Piłkarstwa Kobiecego PZPN.
W 2009 została włączona do stanu dziewic konsekrowanych.
Została wyróżniona brązową i srebrną odznaką PZPN, srebrną odznaką honorową za zasługi dla piłkarstwa lubuskiego. W 1998 wybrano ją trenerem roku województwa gorzowskiego. Pośmiertnie otrzymała wyróżnienie w konkursie „Trenerka Roku 2020” organizowanym przez Komisję Sportu Kobiet przy Polskim Komitecie Olimpijskim.